# Cnephora facala
Cnephora facala är en fjärilsart som beskrevs av Paul Dognin 1904. Cnephora facala ingår i släktet Cnephora och familjen mätare. Inga underarter finns listade i Catalogue of Life.